# Lethyna gladiatrix
Lethyna gladiatrix är en tvåvingeart som först beskrevs av Mario Bezzi 1920.  Lethyna gladiatrix ingår i släktet Lethyna och familjen borrflugor. Inga underarter finns listade i Catalogue of Life.